# Заболоття (Ленінградська область)
Заболоття (рос. Заболотье) — присілок у Тихвінському районі Ленінградської області Російської Федерації.
Населення становить 112 осіб. Належить до муніципального утворення Тихвінське міське поселення.

## Історія
Населений пункт розташований на історичній Новгородській землі, знищеній Московським царством у 15 столітті.
Згідно із законом від 1 вересня 2004 року № 52-оз належить до муніципального утворення Тихвінське міське поселення.

## Населення
| 1879 | 1926 | 1949 | 1997 | 2002 | 2007 | 2010 |
| ---- | ---- | ---- | ---- | ---- | ---- | ---- |
| 94   | ↗173 | ↘148 | ↘96  | ↘89  | ↗106 | ↘84  |
| 2012 |      |      |      |      |      |      |
| ↗112 |      |      |      |      |      |      |